# Diócesis de Ełk
La diócesis de Ełk (en latín: Dioecesis Liccanensis y en polaco: Diecezja ełcka) es una circunscripción eclesiástica de la Iglesia católica en Polonia. Se trata de una diócesis latina, sufragánea de la arquidiócesis de Varmia. Desde el 17 de abril de 2003 su obispo es Jerzy Mazur, de los Misioneros del Verbo Divino.

## Territorio y organización

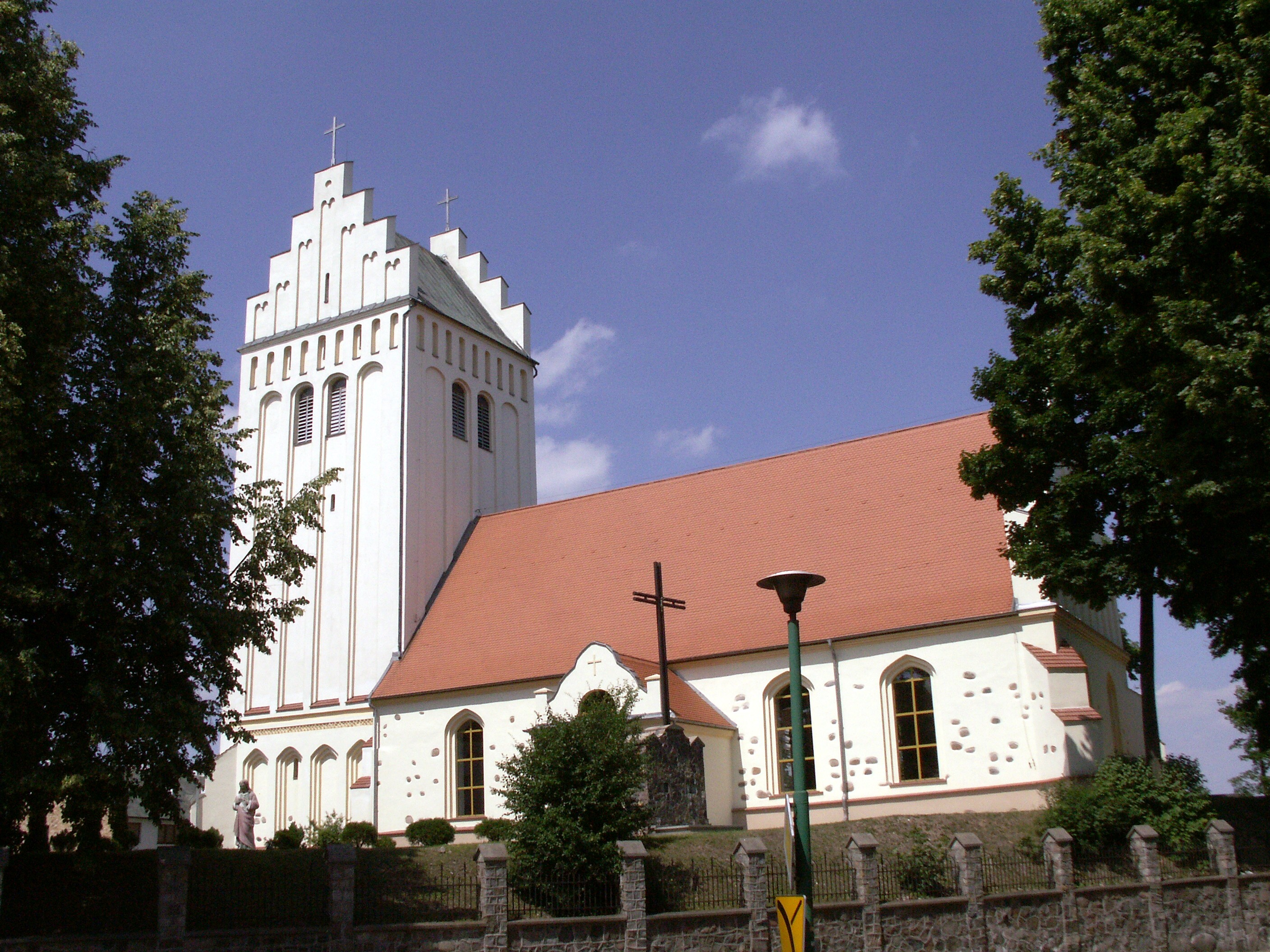
Concatedral de María Santísima, Gołdap

La diócesis tiene 11 000 km² y extiende su jurisdicción sobre los fieles católicos de rito latino residentes en la parte oriental del voivodato de Varmia y Masuria y la parte septentrional del voivodato de Podlaquia.

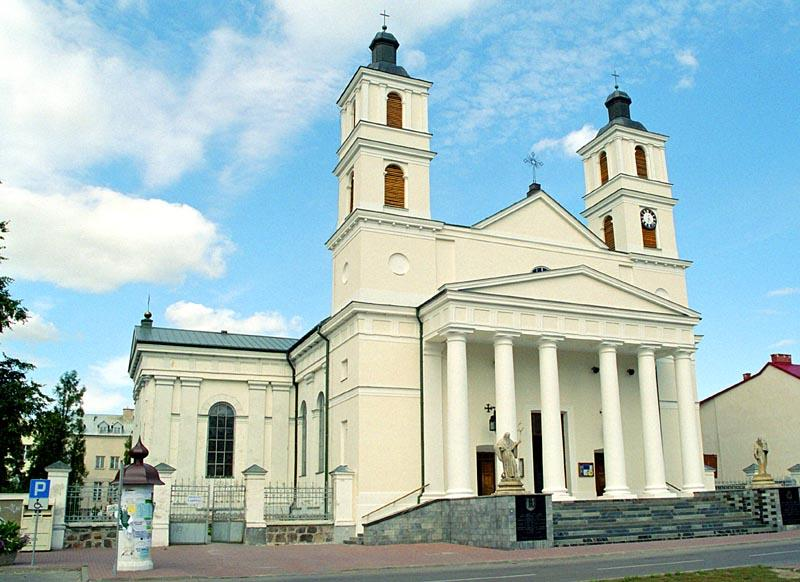
Concatedral de San Alejandro, Suwałki

La sede de la diócesis se encuentra en la ciudad de Ełk, en donde se encuentra la Catedral de San Adalberto. En la ciudad de Suwałki se encuentra la Concatedral de San Alejandro y en Gołdap se halla la Concatedral de María Santísima. En el territorio existen 2 basílicas menores: la basílica de la Visitación de la Virgen María, en Sejny, sede episcopal desde 1818 a 1925 (véase diócesis de Łomża); y la basílica del Sagrado Corazón de Jesús, en Augustów.
En 2023 en la diócesis existían 152 parroquias agrupadas en 21 decanatos.

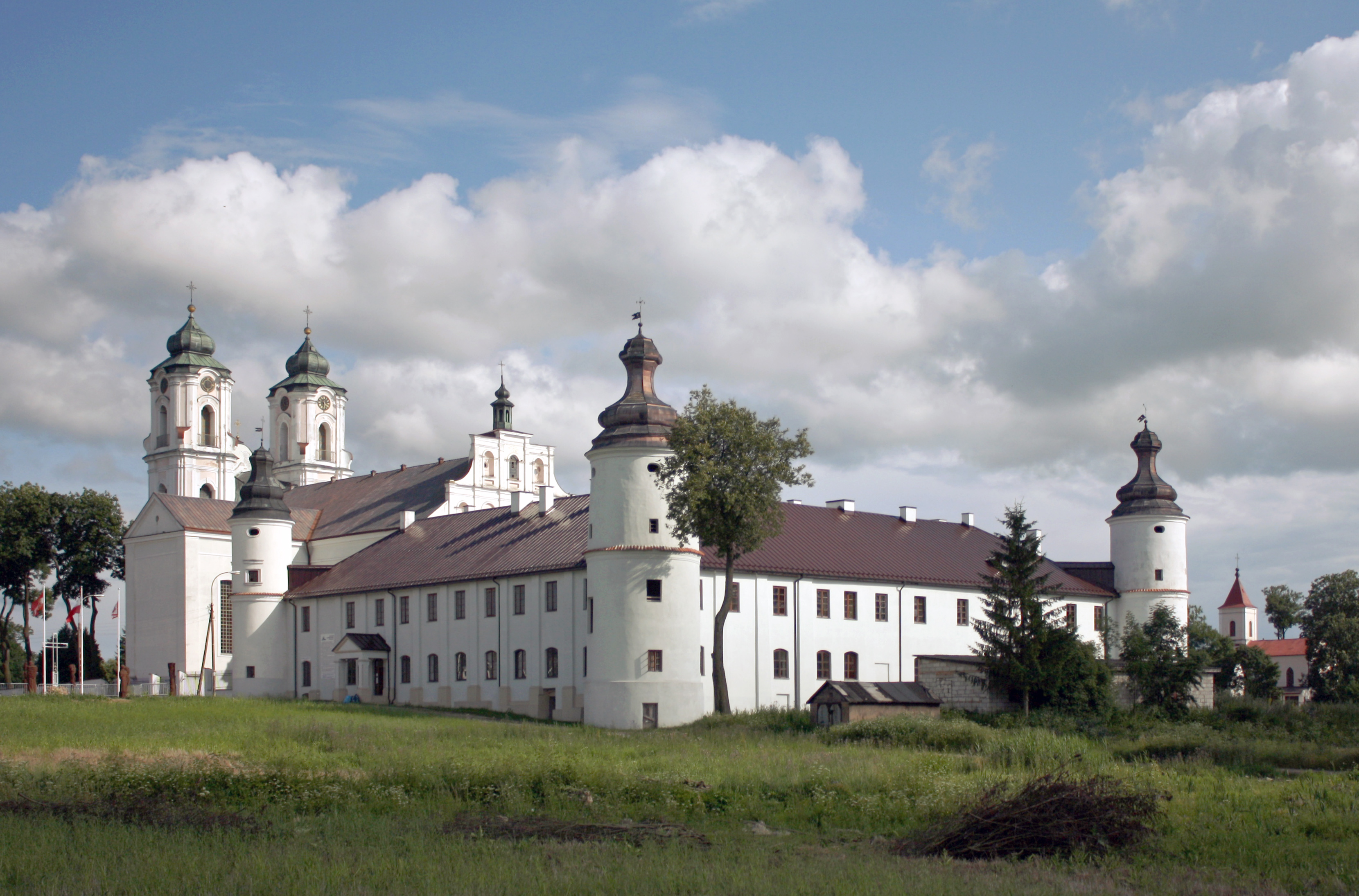
Basílica de la Visitación de la Virgen María, Sejny

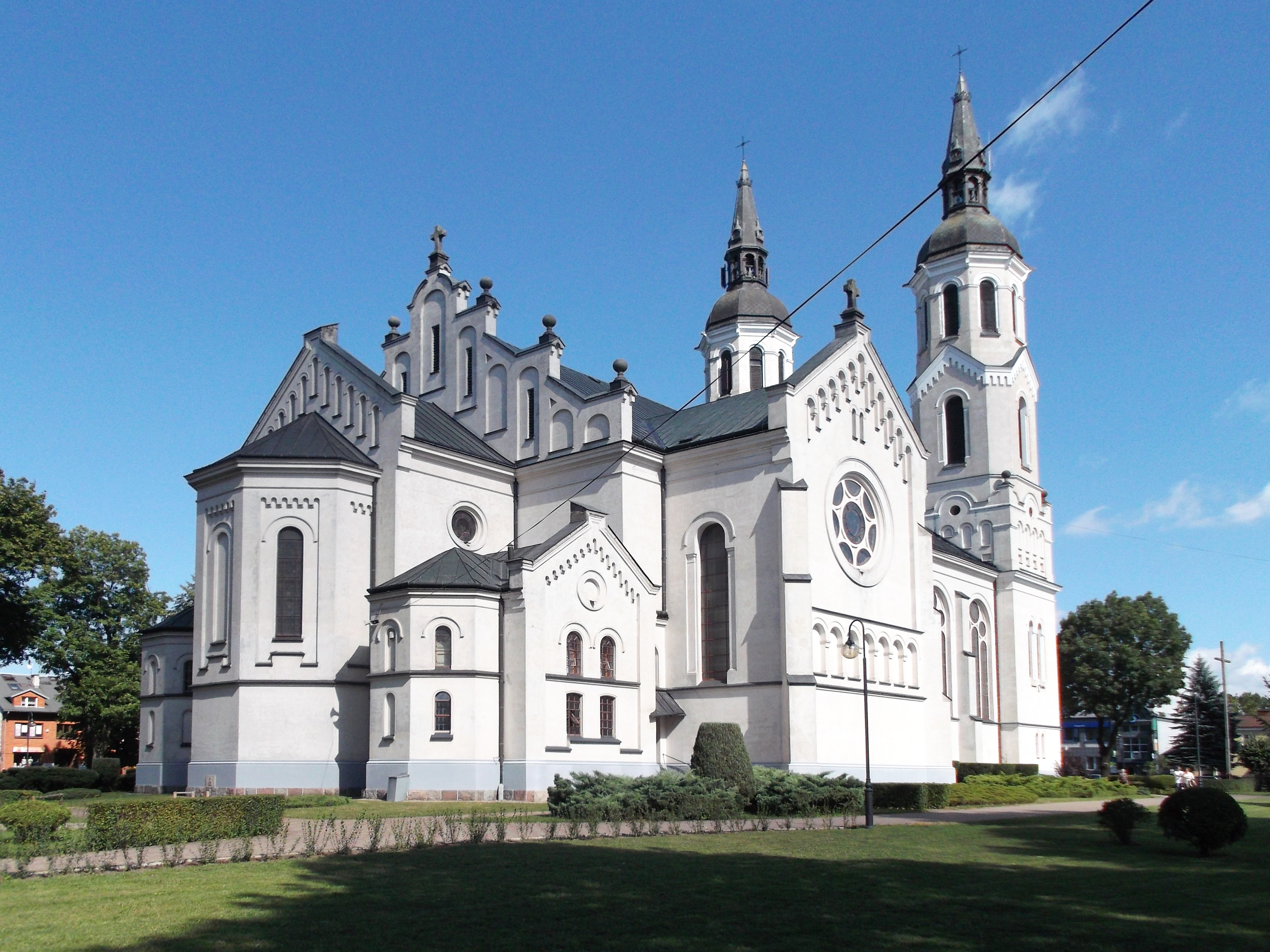
Basílica del Sagrado Corazón de Jesús, Augustów

## Historia
La diócesis fue erigida el 25 de marzo de 1992, como parte de la reorganización de las diócesis polacas buscadas por el papa Juan Pablo II con la bula Totus Tuus Poloniae populus, obteniendo el territorio de la diócesis de Łomża y Varmia (que al mismo tiempo ha sido elevada a la arquidiócesis).
El 16 de abril de 1992 se inauguró el seminario diocesano.
El 7 de octubre de 1993, con la carta apostólica Christifideles dioecesis, el papa Juan Pablo II confirmó a la Santísima Virgen María, invocada con el título de Mater Ecclesiae, como la patrona principal de la diócesis, y a san Adalberto, obispo y mártir, patrono secundario.
El 13 de mayo de 2015, la Congregación para el Culto Divino y la Disciplina de los Sacramentos permitió a los sacerdotes residentes en la diócesis celebrar hasta cuatro misas los domingos y las fiestas de precepto.

## Estadísticas
Según el Anuario Pontificio 2024 la diócesis tenía a fines de 2023 un total de 427 000 fieles bautizados.
| Año                                                                             | Población            | Población | Población      | Sacerdotes | Sacerdotes    | Sacerdotes    | Bautizados por sacerdote | Diáconos permanentes | Religiosos | Religiosos | Parroquias |
| Año                                                                             | Bautizados católicos | Total     | % de católicos | Total      | Clero secular | Clero regular | Bautizados por sacerdote | Diáconos permanentes | Varones    | Mujeres    | Parroquias |
| ------------------------------------------------------------------------------- | -------------------- | --------- | -------------- | ---------- | ------------- | ------------- | ------------------------ | -------------------- | ---------- | ---------- | ---------- |
| 1999                                                                            | 423 050              | 446 550   | 94.7           | 289        | 250           | 39            | 1463                     |                      | 39         | 153        | 148        |
| 2000                                                                            | 433 500              | 450 000   | 96.3           | 273        | 231           | 42            | 1587                     |                      | 42         | 146        | 150        |
| 2001                                                                            | 437 000              | 470 000   | 93.0           | 288        | 251           | 37            | 1517                     |                      | 37         | 143        | 150        |
| 2002                                                                            | 440 000              | 470 000   | 93.6           | 297        | 261           | 36            | 1481                     |                      | 36         | 140        | 151        |
| 2003                                                                            | 435 000              | 450 000   | 96.7           | 301        | 265           | 36            | 1445                     |                      | 36         | 137        | 151        |
| 2004                                                                            | 425 000              | 440 000   | 96.6           | 300        | 261           | 39            | 1416                     |                      | 39         | 163        | 151        |
| 2006                                                                            | 423 500              | 438 500   | 96.6           | 318        | 278           | 40            | 1331                     |                      | 40         | 131        | 152        |
| 2013                                                                            | 410 150              | 447 104   | 91.7           | 326        | 286           | 40            | 1258                     | 2                    | 43         | 119        | 152        |
| 2016                                                                            | 423 941              | 464 960   | 91.2           | 339        | 295           | 44            | 1250                     | 1                    | 45         | 113        | 150        |
| 2019                                                                            | 432 250              | 451 200   | 95.8           | 333        | 292           | 41            | 1298                     | 5                    | 42         | 129        | 152        |
| 2021                                                                            | 425 907              | 467 620   | 91.1           | 324        | 283           | 41            | 1314                     | 5                    | 42         | 123        | 152        |
| 2023                                                                            | 427 000              | 469 400   | 91.0           | 319        | 274           | 45            | 1338                     | 5                    | 46         | 123        | 152        |
| Fuente: Catholic-Hierarchy, que a su vez toma los datos del Anuario Pontificio. |                      |           |                |            |               |               |                          |                      |            |            |            |

## Episcopologio
- Wojciech Ziemba † (25 de marzo de 1992-16 de noviembre de 2000 nombrado arzobispo de Białystok)
- Edward Eugeniusz Samsel † (16 de noviembre de 2000-17 de enero de 2003 falleció)
- Jerzy Mazur, S.V.D., desde el 17 de abril de 2003